# Dimitri
Dimitri Jacob Müller més conegut com a Dimitri (Ascona, 18 de setembre de 1935 — Borgnone, 19 de juliol 2016) és el nom d'un famós pallasso suís. Casat amb Gunda Salgo (1961) ha tingut amb ella un total de quatre fills.
Després de veure una representació del pallasso Andreff decideix fer-se pallasso (1942). Va estudiar per ceramista (1951-1954) però no era el que ell desitjava. Després de fer uns cursos (1958) amb el mateix Marcel Marceau passa a formar part del seu grup, treballant a Matadors(1958). Format amb els clowns Maïs i Pastis i els mims Étienne Decroux i Marcel Marceau, compon un personatge barreja de tots ells, mig clown, mig mim, amb un gran virtuosisme acrobàtic, musical i expressiu que assoleix un elevat nivell poètic.
El 1970 feu la primera gira amb el circ nacional suís Knie, del que aviat en fou l'estrella. Va actuar a Catalunya el 1984.

## Llibres
- Dimitri, le clown en moi (2004), de Hanspeter Gschwend i Dimitri
- Dimitri Clown (1979), de Patrick Ferla

## Film
- Dimitri, Clown (11 de novembre del 2004), documental de Friedrich Kappeler